# Lai Lanjang
Lai Lanjang is een bestuurslaag in het regentschap Oost-Soemba van de provincie Oost-Nusa Tenggara, Indonesië. Lai Lanjang telt 891 inwoners (volkstelling 2010).